# NGC 3709
NGC 3709 este o galaxie situată în constelația Leul. A fost descoperită în  de către .